# Foto de Lula apontando o próprio umbigo
A foto de Lula apontando o próprio umbigo é um registro fotográfico realizado pelo fotógrafo brasileiro João Bittar em 1979, no qual retrata o então metalúrgico Luiz Inácio Lula da Silva apontando para o próprio umbigo. A foto, considerada um registro famoso e icônico de Lula, foi registrada com máquina fotográfica  analógica e lente fixa 35mm e se tornou pública apenas vinte e cinco anos após o seu registro, no ano de 2004. A foto, considerada rara, foi exposta em 2010 na Ímã Foto Galeria, na Vila Madalena, na cidade de São Paulo.

## Contexto
Lula havia acabado de sair do banheiro e João Bittar havia tirado uma foto da qual Lula não havia gostado. Lula teria dito então: "Pô, saco! Então fotografa aqui".
Sobre o episódio, João Bittar afirma que:
| “             | Foi em Poços de Caldas, 25 de abril de 1979, no encontro nacional de metalúrgicos, que estava sendo realizado em um hotel da cidade. Nesse encontro, que durou uns 4 dias, estavam todos os personagens da cena sindical brasileira naquele momento, que era um momento de abertura política, e o Lula, evidentemente, era o principal personagem. Não só o personagem do encontro, como o meu personagem. (...) Ele me desafiou. Levantou a camiseta, apontou o umbigo e falou: Fotografa! Mas antes dele falar 'fotografa' eu já tinha fotografado. | ” |
| — João Bittar | |   |